# Rescue & Restore
Rescue & Restore é o sexto álbum de estúdio da banda August Burns Red. O álbum alcançou a posição nº 9 na Billboard Top 200 e nº 2 na parada Billboard Top Christian Album, perdendo o número 1 para ao álbum de Skillet, que foi lançado no mesmo dia.

## Antecedentes e história
O guitarrista JB Brubaker afirmou que seu novo álbum será "... empurrar os limites do nosso gênero mais do que jamais antes. Partimos para gravar um registro onde cada música se destaca do passado. Há um lote de terreno coberto aqui e uma tonelada de carne para este álbum. está cheio de ritmos ímpares calibrada e avarias, mudanças e voltas inesperadas, e alguns dos nossos riffs mais técnico até agora. Cada um de nós tem peças que fazem a cabeça girar e nós tivemos que praticar como louco para conseguir algumas dessas coisas juntos. sei que sempre digo isso, mas este será o nosso álbum mais ambicioso".
Em 12 de fevereiro de 2013 a banda anunciou que eles estariam de volta ao estúdio na próxima semana para começar a gravar em seu novo álbum. Carson Slovak (Century) e Grant McFarland será novamente supervisionando da produção do álbum.

## Lançamento e promoção
Em 5 de maio, eles anunciaram que o álbum, Resgate e Restauração se prepara para lançar 25 de junho de 2013. Eles lançaram a primeira música fora do álbum chamado "Fault Line" em 14 de maio em sua página no Facebook. Em 4 de junho, o álbum ficou disponível para pré-venda no iTunes.

## A recepção da crítica
Rescue & Restore foi aclamado pela crítica, teve 13 críticos de música para revisar o álbum. Todd Lyons de About.com observou-o como sendo "exigente e gratificante", e que esta é uma "conquista difícil e, finalmente de estelar". No AbsolutePunk, Jake Denning promete que "se você se considera um fã de música pesada, Rescue & Restore vai ser um grampo automático na sua coleção de discos por muitos anos que virão". Gregory Heaney do Allmusic declarou que o esforço" é um salto incrível para a banda que não só deve agradar os fiéis August Burns Red, mas abre-se para um público maior de amantes do metal.
No Metal Hammer, Nik Young escreveu que, com relação a este álbum de pessoas" que pensam metalcore, tem o seu curso, pense novamente". Dan Slessor de Outburn chamado a Outburn "A maldição impressionante façanha", que em sua essência "flui perfeitamente, cada faixa demarcando uma mudança sutil na direção ainda constantemente constrói em direção a um todo maior que a soma de suas partes". No rock Sound, Max Barrett notou que o álbum" não está chegando em território jogo mudando, mas ABR vai manter o seu estatuto como um dos pesos pesados do gênero". No HM , Anthony Bryant chamou o álbum de" 11-track potência solidifica sua reivindicação como uma das bandas principais [...] não só no gênero [...] , mas em toda a indústria também", e observou que" desde a abertura ao encerramento, há algo de especial sobre este álbum". Matt Conner do CCM Magazine afirmou que a banda foi além de seus confinamentos musicais formulário no liberar porque tem tudo "Da mudanças rítmicas fluidos para trabalho de guitarra incrível, a banda mantém a intensidade através exploratórios paisagens sonoras globalmente infundido, culminou com teatralidade sempre em desenvolvimento."
Lee Brown de Indie Vision Music destacou que a versão contém uma "experiência musical firme e coesa, que não tem medo de inovar musicalmente". No anormal de Jesus Freak Hideout, Wayne Reimer observou como o álbum "é muito mais do que apenas de metal com alguns interlúdios estranhos espalhados por todos". Além disso, Michael Weaver de Jesus Freak Hideout observou como a liberação" é um passo acima de um entalhe de sua tentativa anterior". Do Christian Music Zine Anthony Peronto avaliado o álbum 4,75 out-de-cinco, e disse que "Rescue & Restore mostra a banda em seu nível mais inspiradora e criativa ainda". No entanto, a Exclaim!, Bradley Zorgdrager disse que "embora o álbum não repete um verso-refrão-fórmula verso-refrão-quebra, ele também carece de riffs memoráveis ou distintas.

## Desempenho comercial
O álbum estreou em 9º lugar na Billboard 200 vendendo 26.000 cópias na primeira semana. O álbum também estreou no 2º lugar na Billboard Christian Albums, apenas atrás de nova ascensão álbum do Skillet, que estreou no mesmo dia. Nos primeiros cinco semanas de seu lançamento, o álbum vendeu 42.000 cópias nos Estados Unidos.

## Lista da trilha
| N.º            | Título                 | Duração |  |
| 1.             | "Provision"            | 4:40    |  |
| 2.             | "Treatment"            | 5:14    |  |
| 3.             | "Spirit Breaker"       | 4:51    |  |
| 4.             | "Count It All as Lost" | 4:09    |  |
| 5.             | "Sincerity"            | 3:17    |  |
| 6.             | "Creative Captivity"   | 4:42    |  |
| 7.             | "Fault Line"           | 4:03    |  |
| 8.             | "Beauty in Tragedy"    | 4:51    |  |
| 9.             | "Animals"              | 3:29    |  |
| 10.            | "Echoes"               | 4:23    |  |
| 11.            | "The First Step"       | 4:24    |  |
| Duração total: | Duração total:         | 48:43   |  |

## Pessoal
August Burns Red
- Jake Luhrs - vocais
- JB Brubaker - guitarra, Zheng em "Criativo Captivity"
- Brent Rambler - guitarra rítmica
- Dustin Davidson - baixo, vocais
- Matt Greiner - bateria, piano em "Provision", "Treatment", "Beauty in Tragedy," e "Echoes"

Músicos adicionais
- Taylor Brandt - violino em "Treatment", "Spirit Breaker," "Creative Captivity," e "Echoes"
- Grant McFarland - violoncelo em todas as faixas, exceto "Sincerity" e "Animals"
- Christopher Lewis - trompete em "Creative Captivity"
- Adam Gray - bateria adicionais para "Echoes"